# Сходознавство (збірник)
Збірник наукових праць «Сходознавство» — українське наукове періодичне видання.
Засновником
збірника наукових праць «Сходознавство» є Інститут сходознавства ім. А. Ю. Кримського НАН України. Перше число збірника вийшло друком 1997 р. в рамках «Бібліотечки журналу „Східний світ“», проте скоро «Сходознавство» перетворилося на самостійне наукове періодичне видання, призначене передусім для молодих учених-сходознавців (аспірантів, здобувачів наукового ступеня, молодих науковців і викладачів).
У збірнику «Сходознавство» публікуються статті, присвячені актуальним проблемам історії та сучасності країн Сходу, східним мовам і літературам, контактам України з країнами Сходу. Вітаються також праці з кримських студій, релігійних і філософських учень народів Сходу, кавказознавства, африканістики, сучасного стану східних діаспор у різних куточках світу, історії сходознавства на українських теренах. Збірник виходить щоквартально, приблизний обсяг видання — 180—200 стор., робочі мови — українська, англійська. Усього за роки існування збірника підготовлено понад 90 чисел.
Електронна копія «Сходознавства» розміщена на сайті Національної бібліотеки України імені В. І. Вернадського. Редколегія збірника здійснює внутрішнє і зовнішнє рецензування матеріалів, що надходять від авторів.
Збірник унесений до переліку фахових видань з історичних наук. 
Головна редакторка збірника — Вертієнко Ганна Володимирівна — кандидатка наук (історичні) Оксфордського університету, наукова співробітниця відділу Євразійського степу, Інститут сходознавства ім. А. Ю. Кримського.